# Leptothorax poeyi
Leptothorax poeyi är en myrart som först beskrevs av Wheeler 1913.  Leptothorax poeyi ingår i släktet smalmyror, och familjen myror. Inga underarter finns listade i Catalogue of Life.